# Leiderdorp
Leiderdorp este o comună și o localitate în provincia Olanda de Sud, Țările de Jos. localitatea este situată la periferia orașului Leiden